# CTDSPL
CTDSPL (англ. CTD small phosphatase like) – білок, який кодується однойменним геном, розташованим у людей на короткому плечі 3-ї хромосоми.  Довжина поліпептидного ланцюга білка становить 276 амінокислот, а молекулярна маса — 31 129.
| 10         |  | 20         |  | 30         |  | 40         |  | 50         |
| ---------- |  | ---------- |  | ---------- |  | ---------- |  | ---------- |
| MDGPAIITQV |  | TNPKEDEGRL |  | PGAGEKASQC |  | NVSLKKQRSR |  | SILSSFFCCF |
| RDYNVEAPPP |  | SSPSVLPPLV |  | EENGGLQKGD |  | QRQVIPIPSP |  | PAKYLLPEVT |
| VLDYGKKCVV |  | IDLDETLVHS |  | SFKPISNADF |  | IVPVEIDGTI |  | HQVYVLKRPH |
| VDEFLQRMGQ |  | LFECVLFTAS |  | LAKYADPVAD |  | LLDRWGVFRA |  | RLFRESCVFH |
| RGNYVKDLSR |  | LGRELSKVII |  | VDNSPASYIF |  | HPENAVPVQS |  | WFDDMTDTEL |
| LDLIPFFEGL |  | SREDDVYSML |  | HRLCNR     |  |            |  |            |

A: Аланін

C: Цистеїн

D: Аспарагінова кислота

E: Глутамінова кислота

F: Фенілаланін

G: Гліцин

H: Гістидин

I: Ізолейцин

K: Лізин

L: Лейцин

M: Метіонін

N: Аспарагін

P: Пролін

Q: Глутамін

R: Аргінін

S: Серин

T: Треонін

V: Валін

W: Триптофан

Кодований геном білок за функціями належить до гідролаз, протеїн-фосфатаз. 
Задіяний у таких біологічних процесах як поліморфізм, альтернативний сплайсинг. 
Білок має сайт для зв'язування з іонами металів, іоном магнію. 
Локалізований у ядрі.